# Мінськ-2 (футбольний клуб)
«Мінськ-2» (біл. Мінск-2) — професіональний білоруський футбольний клуб з міста Мінськ.

## Хронологія назв
- 1954—1988 — ФШМ (Мінськ)
- 1989—1996 — «Зміна» (Мінськ)
- 199?—2000 — Зміна-БАТЕ (Мінськ)
- 2000—2006 — «Зміна» (Мінськ)
- 2007—2015 — «Мінськ-2»

## Історія
Команду засновано 1954 року під назвою ФШМ (Мінськ), на ділі вона була студентською командою. За часів СРСР здебільшого виступала в молодіжних змаганнях, а наприкінці існування Радянського Союзу провела декілька сезонів у чемпіонаті Білоруської РСР. У 1989 році команда змінила назву на «Зміна» (Мінськ).
З 1992 року «Зміна» виступала в Другій лізі Білорусі. Окрім цього виступала і в Першій лізі Білорусі, а також відіграла один сезон (1996) у молодіжних змаганнях. Після цього уклала партнерську угоду з борисовським БАТЕ та стала його фарм-командою, виступала під назвою «Зміна-БАТЕ» (Мінськ). Партнерські відносини припинилися в 2000 році й команда повернула собі назву «Зміна» (Мінськ).
У 2005 році, під час виступів у Першій лізі, команда мала власний фарм-клуб, «Зміну-2» (Мінськ), який виступав у Другій лізі.
На початку 2006 році на базі «Зміни» було створено нову команду, ФК «Мінськ». Новий клуб успадкував місце «Зміни» в Першій лізі, більшість гравців команди та об'єкти клубної інфраструктури. У 2006 році резервна команда «Зміна-2» змінила назву на «Зміну» й була переведена в Другу лігу. По завершенні сезону 2006 року «Зміна-2» припинила виступи в Другій лізі, оскільки ФК «Мінськ» завоював путівку до Вищої ліги. Натомість була створена команда Мінськ U-21 для участі в молодіжному чемпіонаті Білорусі.
Після вильоту «Мінська» до Першої ліги відновив свою діяльність й ФК «Мінськ-2». Другу команду «городян» заявили для участі в Другій лізі. У 2012 році «Мінськ-2» зазнав чергової реорганізації, тепер ця команда мала складатися з випускників Мінської футбольної академії. За підсумками сезону команда фінішувала на 5-му місці, але в зв'язку з розформуванням «ДСК-Гомель» вийшов у Першу лігу. Сезон 2013 року команда закінчила на 14-му місці в Першій лізі. При цьому збереглася основна мета — підготовка молоді для основної команди.
У сезоні 2014 року в складі «Мінська-2» граючим тренером став виступати багаторічний капітан «Мінська» Андрій Разін. Команда закінчила сезон на 13-му місці. При цьому, восени 2014 року почала з'являтися інформація про можливе припинення виступів команди в Першій лізі. 
У січні 2015 року було вирішено, що у зв'язку з фінансовими проблемами «Мінськ» не виставлятиме свою другу команду на сезон 2015 року.

## Досягнення
- / Друга ліга чемпіонату Білорусі
  -  Чемпіон (2): 1992, 2004
  -  Срібний призер (1): 1999 (група A)

## Статистика виступів у чемпіонаті та кубку Білорусі

### до 2006 року
| Сезон                   | Ліга   | Міс. | Іг. | В  | Н | П  | ЗМ | ПМ  | О  | Кубок        | Примітки  | Тренер |
| ----------------------- | ------ | ---- | --- | -- | - | -- | -- | --- | -- | ------------ | --------- | ------ |
| 1992                    | Д3     | 1    | 15  | 10 | 1 | 4  | 49 | 15  | 21 | 1/64 фіналу  |           |        |
| 1992–93                 | Д2     | 8    | 30  | 12 | 6 | 12 | 42 | 50  | 30 | 1/128 фіналу |           |        |
| 1993–94                 | Д2     | 15   | 28  | 3  | 7 | 18 | 15 | 50  | 13 | 1/64 фіналу  | Вибування |        |
| 1994–95                 | Д3 — Б | 7    | 22  | 8  | 3 | 11 | 23 | 35  | 19 |              |           |        |
| 1995                    | Д3 — Б | 4    | 12  | 6  | 1 | 5  | 23 | 14  | 19 |              |           |        |
| ?                       |        |      |     |    |   |    |    |     |    |              |           |        |
| 1997                    | Д3 — А | 6    | 26  | 12 | 2 | 12 | 52 | 46  | 38 |              |           |        |
| 1998                    | Д3 — А | 4    | 26  | 14 | 7 | 5  | 55 | 23  | 49 |              |           |        |
| 1999                    | Д3 — А | 2    | 24  | 16 | 3 | 5  | 54 | 22  | 51 |              |           |        |
| ?                       |        |      |     |    |   |    |    |     |    |              |           |        |
| 2001                    | Д3     | 18   | 34  | 1  | 1 | 32 | 13 | 119 | 4  |              |           |        |
| 2002 року в нижчій лізі |        |      |     |    |   |    |    |     |    |              |           |        |
| 2003                    | Д3     | 5    | 22  | 12 | 4 | 6  | 50 | 26  | 40 |              |           |        |
| 2004                    | Д3     | 1    | 24  | 19 | 1 | 4  | 55 | 17  | 58 |              |           |        |
| 2005                    | Д2     | 5    | 30  | 14 | 8 | 8  | 31 | 23  | 50 |              | 1         |        |
1Зміна-2 (Мінськ) у Третьому дивізіоні, ліцензія клубу перейшла до ФК «Мінськ». Зміна-2 (Мінськ) стала першою командою в 2006 році.

### 2006—2014
| Сезон | Ліга | М  | Іг | В  | Н | П  | Голи  | Очки | Примітки                     |
| ----- | ---- | -- | -- | -- | - | -- | ----- | ---- | ---------------------------- |
| 2006  | Д3   | 13 | 32 | 6  | 9 | 17 | 36–68 | 27   |                              |
| 2007  | Д3   | 16 | 30 | 3  | 5 | 22 | 12–60 | 14   |                              |
| 2008  | Д3   | 11 | 30 | 9  | 9 | 12 | 44–33 | 36   |                              |
|       |      |    |    |    |   |    |       |      |                              |
| 2012  | Д3   | 5  | 36 | 21 | 5 | 10 | 60–33 | 68   | Отримано місце в Першій лізі |
| 2013  | Д2   | 14 | 30 | 7  | 5 | 18 | 32–49 | 26   |                              |
| 2014  | Д2   | 13 | 30 | 9  | 6 | 15 | 41–45 | 33   |                              |

## Відомі гравці
- Михайло Конопелько
- Сергій Кошель
- Андрій Разін

## Відомі тренери
- Дмитро Новицький (2012 - січень 2014 року)
- Віталій Тараканов (січень 2014 - січень 2015)